# Omphalotus japonicus
Espèce
Synonymes
- Pleurotus harmandii Har. & Pat. (1902)
- Pleurotus japonicus Kawam. (1915)
- Armillaria japonica (Kawam.) S.Imai (1938)
- Lampteromyces japonicus (Kawam.) Singer (1947)
- Omphalotus guepiniformis (Berk.) Neda (2004)

Ce beau champignon aux allures de grand pleurote charnu est l'équivalent dans les hêtraies du Japon et d'Extrême-Orient de notre Pleurote de l'olivier d'Europe. Comme elle, toxique et bioluminescente, cette espèce a d'abord été considérée comme un Pleurote puis un Armillaire, avant de devenir le type du genre Lampteromyces, spécialement créé par le mycologue allemand Rolf Singer pour cette espèce, alors endémique du Japon, en 1947
Il s'agit du Tsukiyo-také (ツキヨタケ, 月夜茸 = « champignon clair de lune »), publié en 1915 par le mycologue japonais Seiichi Kawamura sous le basionyme de Pleurotus japonicus,. L'épithète japonicus a été finalement jugé conservable.  Une espèce voisine originaire du Tibet, Lampteromyces luminescens, a été placée dans le genre Lampteromyces par le mycologue chinois Mu Zang en 1979, jusqu'en 2004 où la biologie moléculaire les a finalement refondus dans un genre Omphalotus revisité issu d'une famille propre (Omphalotaceae) distincte des Marasmiacées.
Une colonie de Tsukiyo-také (ツキヨタケ, 月夜茸 = « champignon clair de lune ») sur un tronc d'arbre la nuit est une vision féerique. Après adaptation de quelques minutes à l'obscurité, il est possible de lire les titres d'un journal avec la luminescence fournie par un seul exemplaire disposé à 20 cm de distance,. 

## Caractéristiques du genre
Les Omphalotus sont des champignons lignicoles et plus ou moins cespiteux (venant surtout sur les troncs des arbres morts, les souches et les branches de feuillus), charnus, de grande taille, de couleur souvent vive (safran, jaune orangé) ou brun rougeâtre à brun datte, l'une montrant même des tons olive à verdâtre. Le genre a d'abord été rattaché à la famille des Pleurotaceae, puis des Marasmiaceae. Ces espèces sont remarquables par la bioluminescence de la face fertile sous le chapeau (lames). Elle semble due à un composé fluorescent vert, la riboflavine (ou lampteroflavine), d'où l'ancien nom de genre  composé du grec Lampteros (Λαπτερος: lampe) et Myces (μύκης: champignon).  

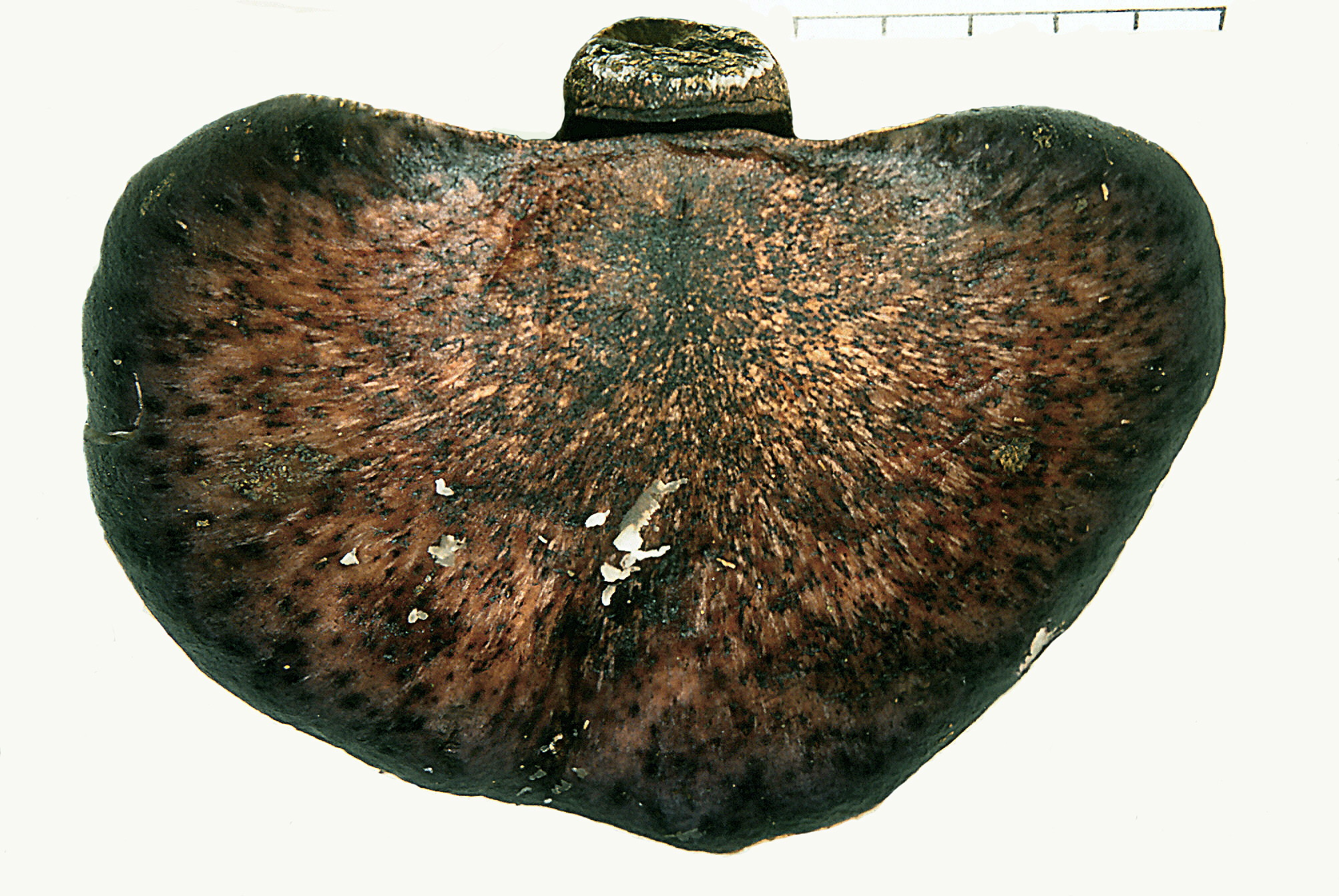
Kyoto, Kansaï, Japon- Sur châtaignier (Castanea crenata)

## Description
Sporophore de grande taille, de 10 à 25 (30) cm de diamètre, semi-circulaire ou réniforme, d'abord brun jaunâtre puis brun datte brillant, devenant brun violet foncé avec l'âge, avec des écailles plus sombres, cuticule non séparable, visqueuse par temps humide, se maculant de bleu-vert vif au frottement.
Les lames sont relativement larges, décurrentes, blanches à jaune pâle ou crème. Une fois les yeux accoutumés à l'obscurité, les lames émettent une faible lumière d'un vert fluorescent.    
Le pied est plus pâle que le chapeau, le plus souvent latéral, rarement presque central, épais, court, jaune-brun pâle, muni d'une crête annulaire basse à la frontière des lames, avec souvent des taches violet noirâtre à la base. Sporée jaune. 
Chair presque blanche, épaisse près du stipe, mince à la périphérie, tachée de brun ou de violet foncé, de saveur douce mais insipide. 
Spores globuleuses, 9-14 × 8-14 µm, lisses, incolores, à parois minces, non amyloïdes. Boucles présentes. Hyphes à parois épaisses. Pas de cystides.  
Répartition géographique: Assez commun dans tout le Japon, signalé en Corée, en Chine et dans l’Extrême-Orient russe.
Habitat: lignicole végétant en troupes sur troncs et branches ou arbres morts, de septembre à novembre, sur Fagus crenata dans les hêtraies de montagne. Plus rare sur d'autres feuillus comme Carpinus laxiflora, Acer mono, et conifères comme Abies sachalinensis etc., également récolté sur marronniers et châtaigniers (Castanea crenata) .

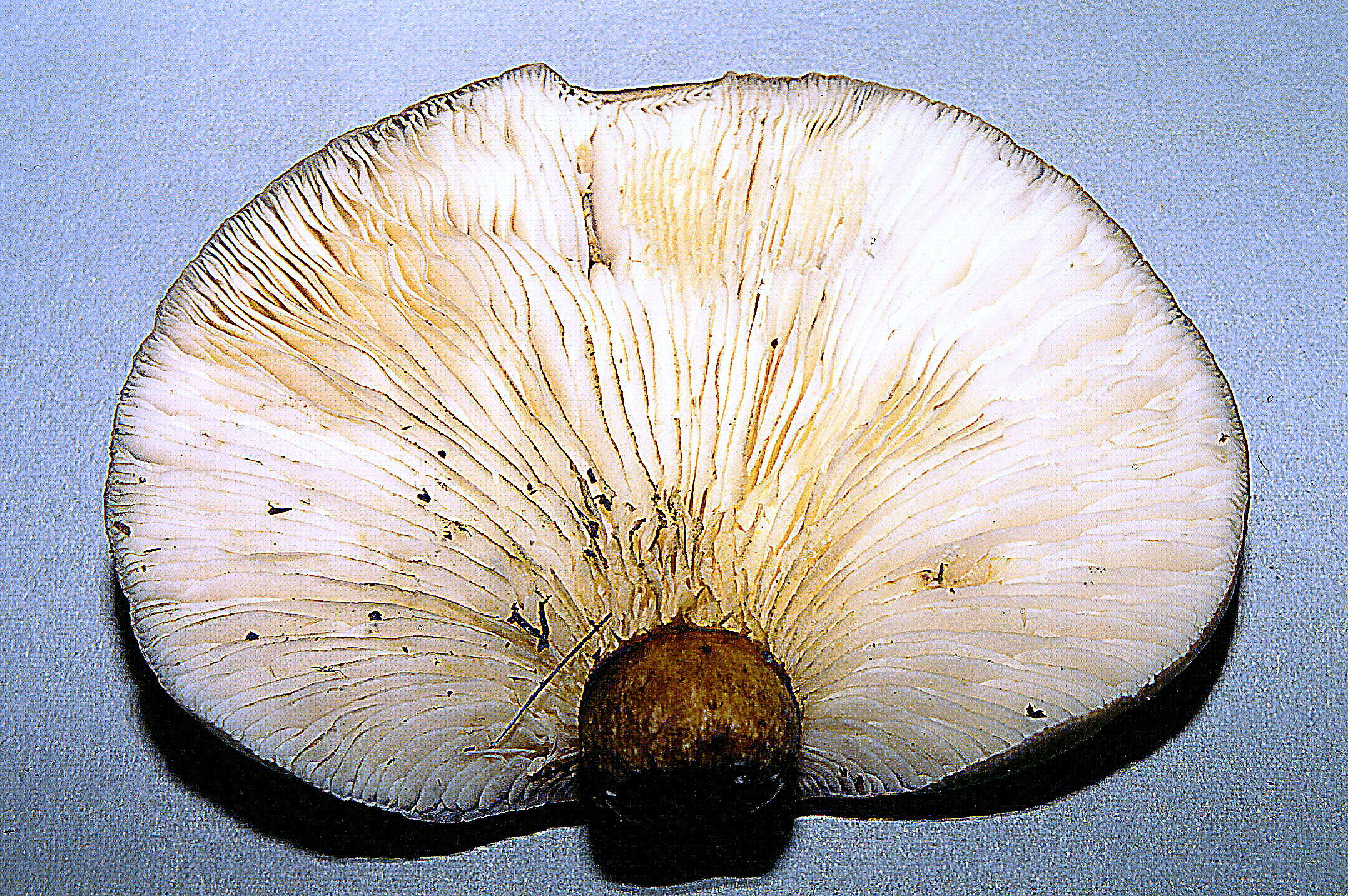
Omphalotus japonicus (ex Lampteromyces) 京都大学演習林, Kansaï, Japon Sur Castanea crenata (châtaignier)

Comestibilité: Espèce très toxique. Risque de confusion avec les pleurotes et ressemblants (Panus, Lentinula, etc.) Usage médicinal (voir ci-dessous).

## Toxicité
Confondu, jeune, avec le shiitaké, ou adulte, avec le mukitaké (Panellus serotinus) et le pleurote en huître, et parfois même mis en vente par méprise sur certains marchés (comme à Nagano en octobre 2005), il cause chaque année au Japon plusieurs intoxications gastro-intestinales subaiguës, rarement mortelles chez l'enfant et les personnes âgées.
Les symptômes débutent 30 minutes à 3 heures après ingestion par une attaque digestive brutale de type cholériforme, avec vomissements intenses et diarrhées sanglantes, accompagnés de convulsions, sueurs froides et douleurs abdominales. Le patient est généralement rétabli en une dizaine de jours au plus tard. Dans les cas les plus graves, la déshydratation, l'hypothermie et l'hypotension peuvent occasionner des hallucinations colorées, entre autres troubles sensoriels, puis des troubles circulatoires qui se conjuguent pour provoquer un coma, ainsi qu'une atteinte hépatique et rénale. Le traitement classique au Japon est à base de perfusions intraveineuses.
Étude de cas: 6 personnes intoxiquées à Nagano en 2015. Les champignons ont été cueillis dans le voisinage et sautés au beurre ; tous les 6 souffrent de nausée 60 à 90 minutes après le repas. Les ambulanciers du service d'urgence pensent reconnaître Lampteromyces japonicus dans la description faite par les patients. Hospitalisés, ils reçoivent le traitement symptomatique classique et peuvent quitter l'hôpital le lendemain. Toutefois, l'un des intoxiqués a dû être ré-hospitalisé pour cause de douleurs abdominales et anorexie, puis un autre encore se plaignant de vomissements incoercibles et de selles sanglantes deux jours après sa sortie. Une tomographie révéla un épaississement marqué du duodénum et du jéjunum. Ainsi, aux symptômes typiques (vomissements, diarrhée et douleurs abdominales 30 minutes à 3 heures après ingestion) peut s'ajouter un œdème intestinal quelques jours plus tard dans les cas plus graves,.

### Principe toxique

Formules squelettiques des différentes illudines isolées

Un premier principe toxique avait été isolé par K. Nakai en 1958, la lunamycine (ou lampterol), plus ou moins identifié aux sesquiterpènes décelés dans l'espèce américaine Clitocybe illudens, notamment ceux nommés illudine S et M, dont la dose létale 50 chez la souris est de 50 mg/kg). Les dernières recherches ont isolé de nouvelles substances: neoilludine A et B (cytotoxine), dihydroilludine S, deoxyilludine M, lampteroflavine (substance luminescente), lectine (molécule anti-bactérienne), atromentine, acide téléphorique, gyrocyanine (pigment).
Substances incriminées : 
- illudine S , illudine M (= empoisonnement gastro-intestinal)  déhydroilludine M, néoilludine A, B (= cytotoxique) etc.

Nom IUPAC de l' illudine S :  [(1R, 2S, 5R) -1,5-dihydroxy-2- (hydroxyméthyl) -2,5,7-triméthylspiro [1H-  indène-6,1'-cyclopropane] -4-one]
Poids moléculaire : 264,32 (g / mol)  --  Formule moléculaire : C 15 H 20 O 4
Nom IUPAC d' illudin M : [(1S, 5R) -1,5-dihydroxy-2,2,5,7-tétraméthylspiro [1H-indène-6,   1'-cyclopropane] -4-one]
Poids moléculaire: 248,32 (g / mol) -- Formule moléculaire: C 15 H 20 O 3

## Usage médicinal
Il possèderait cependant des propriétés médicinales potentielles, dues à la puissante action antitumorale du lampterol, et qui ont été comparées à celles de la streptomycine. Toutefois, sa virulence inflammatoire provoquant des hémorragies du tube digestif, ne permet pas encore une utilisation médicale.

## Systématique et Nomenclature
Sa renommée et son infamie résultent de sa célèbre luminescence (inde nomen Lampteromyces et tsukiyotake), des fructifications remarquables colonisant en grandes troupes les troncs de hêtres morts, ainsi que de ses propriétés toxiques bien documentées (Inoko 1889 ; Isobe & al. 1994 ; Kawamura, loc. cit. 1910, 1915, 1929, 1954; Tanaka & al. 1996; Tanaka et al.1996).
Depuis 70 ans, il est connu sous le nom de Lampteromyces japonicus (Kawam.) Singer (1947), d'abord basé sur une chimie similaire puis sur des données de séquences d'ADN alignées (Kirchmair & al. 2002, 2004;  Mata & al.2004; Moncalvo & al. 2002), l'espèce s'est avérée intégrée au genre phylogénétiquement redéfini Omphalotus Fayod 1889.
Cela a conduit à la synonymisation de Lampteromyces avec Omphalotus, autre genre bien connu contenant des espèces toxiques luminescentes, dans la combinaison résultante, Omphalotus japonicus (Kawam.) Kirchm. & O. K. Mill. (l.c., 2002). 